# Francesco Tironi
Francesco Tironi (Venise 1745 - 1797) est un peintre italien qui fut actif au XVIIIe siècle.

## Biographie
Les informations concernant Francesco Tironi sont rares et celui-ci a été longtemps méconnu avant d'être redécouvert grâce aux gravures qu'Antonio Sandi a réalisées vers 1785 d'après ses dessins. Les informations proviennent surtout de l'ecclésiastique vénitien Giannantonio Moschini (1773-1840). Après avoir énoncé les œuvres du Modénais Francesco Battaglioli, Moschini écrit : « J'ajouterai ici qu'il est regrettable que Francesco Tironi soit mort trop tôt il y a quelques années, parce que les ports de Venise et les îles qu'il a peintes et qui furent gravées par notre Antonio Sandi, nous font deviner quel niveau artistique il avait atteint ».
Le sources anciennes mentionnent Tironi exclusivement comme dessinateur, en ignorant son activité de peintre qui est mentionnée pour la première fois par Filippo De Boni où le maître est défini « peintre de perspective vénitien né dans la seconde moitié du XVIIIe siècle et mort jeune vers l'an 1800 ». La première reconstitution de l'œuvre de Francesco Tironi est due à Herman Voss en 1927 et 1928 à partir d'une série de dessins préparatoires destinés à la réalisation de vingt-quatre eaux-fortes des îles de la lagune de Venise. Ce sont les seules œuvres de Tironi attribuées avec certitude.
En 1969 Marina Stefani Mantovanelli, dans un article publié sur Arte Veneta (1969, p. 253-254), rend public l'acte de décès de Francesco Tironi daté du 28 février 1797, la même année que la chute de Venise. Cette coïncidence permet de considérer l'artiste comme étant le dernier élément de l'histoire du védutisme pendant la République vénitienne.
Sa nécrologie nous informe que Tironi était prêtre, né d'une famille du Frioul, le père, dalla Brazza, résidait à Venise, il se nommait Corte Colonna et était âgé d'environ 52 ans, ce qui par déduction situe son année de naissance en 1745.

## Œuvres
- Vue du Grand Canal de Venise (1780), Musée de l'Hermitage, Saint-Pétersbourg, Russie,
- Quai à Venise, Musée d'art occidental et oriental, Kiev, Ukraine
- Le Grand Canal, National Gallery of Art, Washington D.C.
- Venise, du Grand Canal de Campo San Vio vers le Bacino, Cheltenham Art Gallery and Museum, Royaume-Uni,
- Santa Maria del Rosario, Venise, Whitworth Art Gallery, Manchester, Royaume-Uni,
- Vue du pont du Rialto, deux toiles de 40,5 × 66 cm,
- Le Quai du Grand Canal, avec le Palais Ducal, vu depuis la Lagune, 54,5 × 71,5 cm,
- Vue de L'île San Giorgio et Vue du Pont du Rialto (1770), deux toiles 45 × 71,5 cm.